# Hypebaeus flavipes
Hypebaeus flavipes är en skalbaggsart som först beskrevs av Fabricius 1787.  Hypebaeus flavipes ingår i släktet Hypebaeus, och familjen Malachiidae. Enligt den svenska rödlistan är arten sårbar i Sverige. Arten förekommer i Götaland, Öland och Svealand. Artens livsmiljö är skogslandskap, jordbrukslandskap.